# Hortonville, Wisconsin
Hortonville är en ort (village) i Outagamie County i Wisconsin i USA. Vid 2010 års folkräkning hade Hortonville 2 711 invånare.

## Kända personer från Hortonville
- Gerald Nye, politiker